# Buste de Gabriele Fonseca
Le Buste de Gabriele Fonseca est un portrait sculptural de l'artiste italien Gian Lorenzo Bernini, dit Le Bernin. Réalisée entre 1668 et 1674, l'œuvre est située en la basilique San Lorenzo in Lucina à Rome, en Italie. Gabriele Fonseca était le médecin du pape Innocent X.